# Rambo: Pierwsza krew: Tom 3
Rambo: Pierwsza krew: Tom 3 (ang. Rambo III) – powieść dreszczowiec Davida Morrella z 1988 roku. Utwór jest trzecią częścią cyklu o Rambo i bezpośrednią kontynuacją powieści "Rambo: Pierwsza krew: Tom 2" z 1985 roku.
Powieść napisana została na podstawie filmu Rambo III.

## Treść
John Rambo, weteran wojny w Wietnamie otrzymuje propozycję wzięcia udziału w wojnie w Afganistanie. Jednak Rambo odmawia brania udziału w kolejnym konflikcie. Pragnie żyć w spokoju. Zmienia jednak zdanie, gdy dowiaduje się, że jego jedyny przyjaciel, pułkownik Trautman, wpada w ręce Rosjan. Dzielny komandos postanawia wyruszyć na pomoc...